# Bor u Skutče
Bor u Skutče é uma comuna checa localizada na região de Pardubice, distrito de Chrudim.